# Gianni Morandi
Gian Luigi Morandi, detto Gianni (Monghidoro, 11 dicembre 1944), è un cantante, attore e conduttore televisivo italiano.
Considerato una delle colonne portanti della musica leggera italiana, con oltre 50 milioni di dischi venduti in tutto il mondo, occasionalmente è stato anche cantautore e compositore per altri artisti.
Ha preso parte come cantante in gara al Festival di Sanremo per sette volte, vincendolo nel 1987 insieme a Enrico Ruggeri e Umberto Tozzi, e lo ha anche condotto per tre edizioni, nel 2011, 2012 e 2023, quest'ultima insieme a Amadeus. Ha al suo attivo una Targa Tenco nel 1986 e un Premio Lunezia nel 2010.  
È stato inoltre presidente onorario del Bologna dal 2010 al 2014.

## Biografia

### Gli inizi e gli anni sessanta
Gian Luigi Morandi nasce l'11 dicembre 1944 a Monghidoro, comune dell'Appennino bolognese, da una famiglia di modeste condizioni economiche; il padre Renato (1921-1971) è un calzolaio, mentre la madre Clara Eleonora Lorenzi (1923-2013) è casalinga. Da giovane lavora come venditore di bibite nel cinema della sua città e come aiutante del padre in negozio. Morandi al riguardo ha raccontato: "Nella bottega di mio padre, al mattino, prima di cominciare a lavorare lui mi costringeva a leggere ad alta voce alcune pagine del Capitale di Karl Marx e cinque metri del quotidiano l'Unità: era quella la misura giusta stabilita dal suo senso del dovere politico ideale prima di cominciare una giornata di lavoro. In famiglia però cantavamo tutti. In seguito vennero le feste dell'Unità dove fui invitato e, con un cachet di mille lire a serata, mi esibii finalmente su un palco. Era il tempo dei bambini prodigio, così la domenica facevo due esibizioni, una pomeridiana e l'altra serale. Mille lire ciascuna e da allora non ho mai smesso di cantare".
Nel 1958 viene selezionato a un provino dalla maestra Alda Scaglioni di Bologna con il brano vincitore di Sanremo Nel blu dipinto di blu di Domenico Modugno. Nel frattempo prova senza successo a fare il pugile su consiglio di un arbitro internazionale. Partecipa a molti concorsi per voci nuove e sagre paesane, spesso con il gruppo di accompagnamento I Cadetti di Scaglioni (formato da musicisti di Bellaria, tra cui il cantante Renzo Angelucci che diventerà uno dei suoi maestri), e nel 1961 ottiene la prima scrittura per tutta l'estate presso il Dancing Arlecchino di San Mauro Mare e partecipa al concorso Voci Nuove Disco d'Oro a Reggio Emilia, qualificandosi per la finale che si tiene il 15 aprile al Tarantola Club: arriva nono dietro, tra gli altri, a Paola Neri (prima), Iva Zanicchi (seconda) e Orietta Berti (sesta). Il 15 aprile 1962 vince il Festival di Bellaria e il giorno dopo un arbitro di pugilato lo porta a Roma: dopo aver cantato cover di Non esiste l'amore di Adriano Celentano, Non arrossire di Giorgio Gaber e Il cane di stoffa di Pino Donaggio, viene assunto dalla RCA Italiana.
Esordisce nel mondo discografico nel 1962 con Andavo a cento all'ora, brano di notevole successo scritto da Toni Dori, musicista di Casteltermini (provincia di Agrigento), e Franco Migliacci, che per l'occasione si firma con lo pseudonimo di Camucia, e inciso nello stesso giorno con l'orchestra di Ennio Morricone insieme alla canzone Loredana con l'uscita del disco avvenuta tre giorni dopo. Pur non entrando in classifica, la canzone viene inclusa nel circuito dei juke box assieme alla successiva Go-kart twist, che viene inserita anche nella colonna sonora della pellicola Diciottenni al sole. Sempre nel 1962, il cantante incide il suo primo singolo di successo, Fatti mandare dalla mamma a prendere il latte, e partecipa a numerose trasmissioni, fra le quali Alta pressione, il 16 settembre 1962, e Il signore di mezza età di Marcello Marchesi.

Mentre canta Non son degno di te nel film In ginocchio da te del 1964: con lui i Meteors, suo gruppo d'accompagnamento dal vivo nel biennio 1964-1965

Con In ginocchio da te Morandi vince il Cantagiro 1964, totalizza più di un milione di copie vendute e rimane al primo posto della hit parade per 17 settimane consecutive; lo stesso anno incide Non son degno di te, che vince nello stesso anno il neonato Festival delle Rose e che arriva primo per otto settimane, assieme a Se non avessi più te, Si fa sera (che arriva primo per quattro settimane) e La fisarmonica. Il successo di questi brani è così ampio da ispirare alcune pellicole cinematografiche dedicate quasi esclusivamente ai brani in questione, chiamati musicarelli. In questo periodo ricevette anche una proposta dal regista Marco Bellocchio per interpretare il protagonista della pellicola I pugni in tasca. Nonostante Morandi accettasse di buon grado la proposta, la sua casa discografica, la RCA Italiana, si oppose affermando che una scelta del genere avrebbe avuto un impatto negativo sulla sua carriera, a malincuore Morandi fu costretto a rinunciare e ritornare al più innocuo filone dei musicarelli. Nel primo di questi (In ginocchio da te), girato subito dopo il ritorno dalla sua prima tournée della durata di 40 giorni in Giappone, Morandi conosce Laura Efrikian, di quattro anni più grande di lui, figlia di un noto direttore d'orchestra di origine armena e attrice già affermata. I due si fidanzano e il 13 luglio 1966, in gran segreto, verrà celebrato il loro matrimonio. Lo stato di gravidanza della Efrikian permetterà a Morandi un temporaneo rinvio degli obblighi di leva.

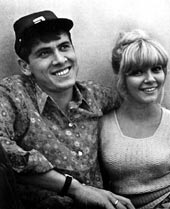
Con Laura Efrikian (1966)

Il 1966 è anche l'anno della sua prima vittoria a Canzonissima (quell'anno intitolata La prova del nove) con Non son degno di te e della seconda vittoria al Cantagiro con Notte di ferragosto che arriva prima in classifica per tre settimane. 
È l'anno anche della svolta musicale. Mentre per la colonna sonora del film a episodi Amore all'italiana vengono ancora scelti una manciata di successi degli anni precedenti, un giovane cantautore di nome Mauro Lusini gli fa ascoltare le note di una canzone "di protesta", un pezzo che ha composto contro la guerra del Vietnam dal titolo C'era un ragazzo che come me amava i Beatles e i Rolling Stones.

Morandi con Mina (1966)

Gianni apprezza la canzone e decide di inciderla, malgrado il parere sfavorevole di Migliacci, contrario all'idea che Morandi interpretasse brani "impegnati", e la presenta, in coppia con Lusini, al Festival delle Rose. L'accoglienza del pubblico è tiepida, mentre il brano non viene promosso in televisione a causa dell'accenno di polemica sulle scelte di politica estera nel testo del brano. A gennaio del 1967 esso raggiungerà la prima posizione in classifica per due settimane. 
All'inizio del 1967 la primogenita di Morandi, alla quale viene dato il nome di Serena, muore dopo poche ore dalla nascita, proprio mentre suo padre gareggia nella finale di Scala Reale con La fisarmonica e perde contro il cantante Claudio Villa. Dopo poche settimane Morandi è costretto a partire per il servizio militare in un periodo critico per la sua carriera: serve quindici mesi di leva e le autorità militari, nel timore di venire accusate di favoritismo, negano al cantante qualsiasi licenza per i primi sei mesi del servizio di leva, che viene svolto al CAR di Arma di Taggia e successivamente a Pavia in un reggimento dell'Arma del genio.

Morandi con Bruno Zambrini nel 1969

Nonostante ciò, Morandi continua ad essere presente in televisione sotto forma di voce registrata nelle sigle delle trasmissioni Giovani (Un mondo d'amore, che arriva prima per quattro settimane), Partitissima (Mezzanotte fra poco) e Settevoci (Una domenica così). L'11 dicembre 1967, durante la festa per il suo compleanno al ristorante Giovanni di Pavia, con la presenza tra gli altri di Laura Efrikian e Franco Migliacci, Ennio Melis gli consegna il settimo Disco d'oro, per il raggiungimento dei sette milioni di dischi venduti. In questo periodo esce nelle sale un film che Gianni aveva girato sotto la direzione di Duccio Tessari, Per amore, per magia, che vedeva protagonisti Mina e Sandra Milo, tuttavia fu un insuccesso al botteghino. Nel 1968 vince una seconda edizione di Canzonissima, con Scende la pioggia (cover in italiano del brano Elenore della band The Turtles) che arriva prima in classifica per cinque settimane, successo ripetuto l'anno seguente con Ma chi se ne importa (vincitrice di Canzonissima 1969). In questo periodo fonda insieme a Migliacci le edizioni musicali Mimo (il nome deriva  dalle iniziali dei cognomi di Migliacci e Morandi) e l'omonima casa discografica, la MiMo, che fra l'altro editò le canzoni del primo album del cantante Renato Zero No! Mamma, no!. A dicembre del 1969, il singolo Belinda è primo in classifica per due settimane.

### Anni settanta e ottanta

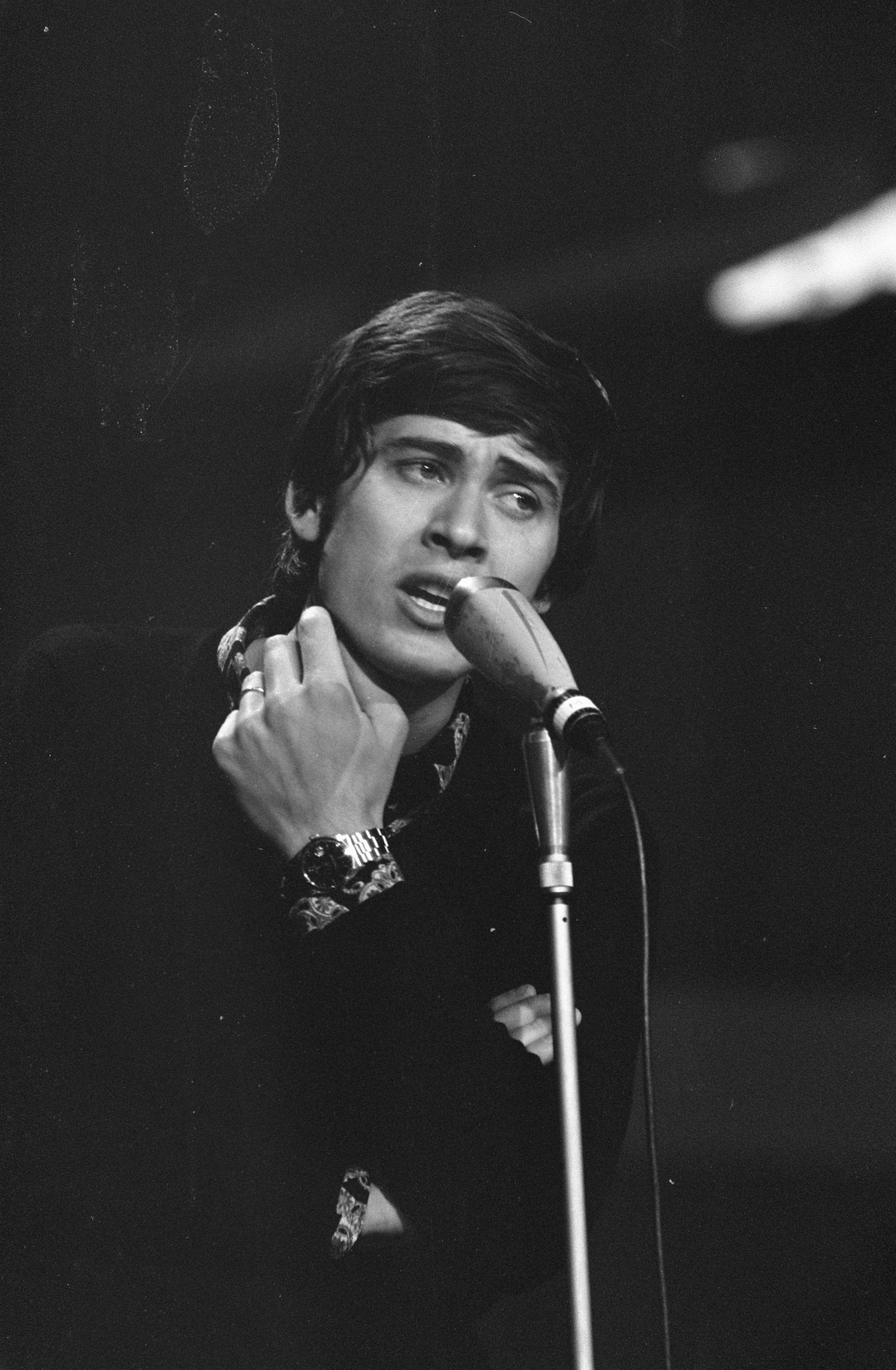
Morandi all'Eurovision Song Contest del 1970

Nel 1970 rappresenta l'Italia all'Eurovision Song Contest di Amsterdam con Occhi di ragazza, classificandosi all'ottavo posto. A Canzonissima 1970 si classifica al secondo posto con Capriccio. Per il resto del decennio, il cantante incide diverse canzoni di stampo politico (Al bar si muore) e recita nel film Le castagne sono buone. Durante un concerto il 13 ottobre al Palasport di Torino, viene contestato dal pubblico. Durante tutti gli anni '70 il successo di Morandi diminuisce sensibilmente perché considerato un cantante tradizionalista e commerciale.
Al Festival di Sanremo 1972, la canzone Vado a lavorare si classifica al quarto posto ma il disco registra scarse vendite, mentre a Canzonissima 1972, la canzone Il mondo cambierà giunge seconda. Qualche tempo dopo, Morandi annuncia il divorzio dalla Efrikian.

In concerto al Palasport di Torino il 13 ottobre 1970

Nel 1973 interpreta il protagonista dello spettacolo teatrale Jacopone, incentrato sulla figura del beato Jacopone da Todi vista in chiave moderna, con Paola Pitagora. Nel 1975 incide Il mondo di frutta candita, interamente scritto da Ivano Fossati e Oscar Prudente, un lavoro curato che non vende nonostante sia la sigla della trasmissione Rai Alle nove della sera; in questo periodo con Ombretta Colli (moglie di Giorgio Gaber), conduce, sul primo canale, lo spettacolo Rete tre, la cui sigla Sei forte papà ottiene un grande successo commerciale riportandolo in vetta ai singoli più venduti. Nel 1977 si iscrive al corso di contrabbasso al Conservatorio Santa Cecilia di Roma, non conseguendo il diploma. Morandi ritorna al successo negli anni ottanta con Canzoni stonate, brano scritto da Mogol e Aldo Donati; in seguito, compie tournée negli Stati Uniti e Canada esibendosi al Madison Square Garden di New York, a Filadelfia, a Boston e al Maple Leaf Garden di Toronto accompagnato dal gruppo del Coro degli Angeli. Nello stesso periodo incide Grazie perché, Uno su mille e 1950 di Amedeo Minghi.
Nel 1981 fonda la Nazionale italiana cantanti, squadra di calcio impegnata in attività di solidarietà, della quale è stato presidente dal 1987 al 1992 e dal 2004 al 2006.
Nel 1983 partecipa al Festival di Sanremo con La mia nemica amatissima e subito va in tournée per due mesi in Russia e in Asia con il Coro degli Angeli.
Nel 1984 viene prodotto lo sceneggiato televisivo Voglia di volare, del quale è protagonista con l'attrice francese Claude Jade; a questa fiction seguiranno Voglia di cantare nel 1985 e La voglia di vincere nel 1986. Nel 1987 assieme a Umberto Tozzi ed Enrico Ruggeri vince il Festival di Sanremo con Si può dare di più, mentre l'anno successivo, Morandi registra, insieme all'amico Lucio Dalla, l'album Dalla/Morandi, in cui spiccano i singoli "Vita" (scritto da Mogol e Mario Lavezzi) e "Dimmi dimmi" (scritto dagli stessi Dalla e Morandi). Notevole anche l'inclusione di "Che cosa resterà di me", brano scritto da Franco Battiato ma allora  inedito; Morandi, all'epoca, chiese all'amico Battiato di togliere due versi ("La valle tra i due fiumi della Mesopotamia / che vide alle sue rive Isacco di Ninive") in quanto il cantante emiliano riteneva che suonassero troppo "intellettuali" in bocca a lui. In seguito, quando lo stesso Battiato registrò il brano per conto suo (all'interno del suo album dal vivo del 1989 Giubbe rosse), reinserì i due versi ed il brano fu reintitolato "Mesopotamia". Nel 1989, alla fine del decennio, Morandi pubblica Varietà, album che vede ancora una volta la collaborazione di Mario Lavezzi ed ottiene un buon successo, trainato dal singolo Bella signora.

### Anni novanta e duemila
Nel 1992 esce il singolo di successo Banane e lampone: l'anno seguente, sull'onda del successo discografico del brano, partono i concerti MORANDI MORANDI, noti come i concerti dell'autobus per via di un autobus a grandezza reale presente sulla scena. Il successo di pubblico è alto e i concerti proseguono per oltre un anno registrando 270 date nei teatri italiani, con alcune tappe in Europa, negli USA e in Canada.
Nel 1995 torna a Sanremo cantando In amore in coppia con Barbara Cola e arriva secondo in classifica, seguito nell'ottobre 1996 dall'album Morandi (seguito a sua volta dalla miniserie televisiva La voce del cuore, con Mara Venier). Una delle canzoni dell'album, La Regina dell'ultimo tango, partecipa al Festivalbar 1996. La serie di concerti Morandi 1996 ottiene un grande successo: la Rai, per la conclusione del giro di concerti, ne trasmette uno in diretta dal Teatro delle Vittorie di Roma con uno share del 30%.
Nel 1998 esce il doppio CD 30 volte Morandi, album che contiene tre inediti e 27 brani dell'artista completamente rivisitati con nuovi arrangiamenti. Nello stesso anno suo figlio Marco (divenuto cantante come il padre) partecipa al Festival di Sanremo con il suo gruppo Percentonetto. Nel 1999 si presenta come ospite al Festival di Sanremo con i brani "Vita" e "Lasciarsi per amore".
Nel 1999 conduce su Rai Uno la trasmissione C'era un ragazzo, la quale ottiene una media di 9 milioni di telespettatori a puntata. Tra gli autori del varietà spicca anche l'amico Lucio Dalla, ospite di una delle puntate. Il loro sodalizio televisivo li vedrà duettare e interagire anche nella prima puntata de La bella e la besthia nel 2002 su Rai 1 e alla prima puntata de Angolo del cielo nel 2010 su Sky Uno, show condotti da Lucio Dalla. Morandi a sua volta ricambierà ospitandolo a Uno di noi nel 2002, a Non facciamoci prendere dal panico nel 2006 e alla terza puntata di Grazie a tutti nel 2009, tutti in onda su Rai 1. 

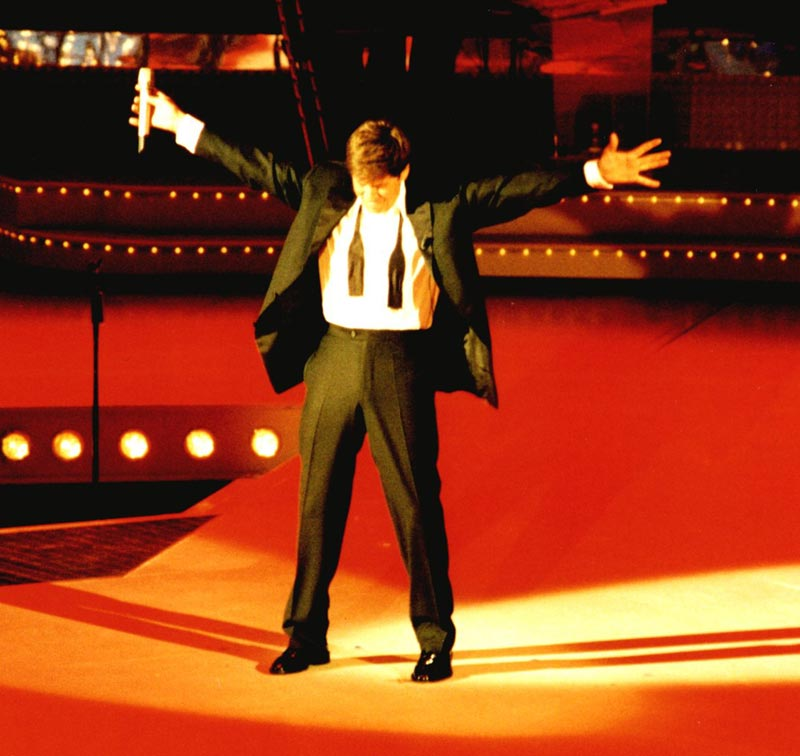
Durante un'esibizione a Uno di noi

Nel 2000 presenta a Sanremo Innamorato, scritta da Eros Ramazzotti piazzandosi al terzo posto. Nel 2002 conduce in televisione Uno di noi, spettacolo abbinato alla Lotteria Italia, affiancato da Lorella Cuccarini e Paola Cortellesi, seguito da una media di 5-6 milioni di telespettatori. In contemporanea esce l'album L'amore ci cambia la vita (200 000 copie vendute), il primo disco pubblicato dalla Sony Music, sua nuova casa discografica dopo l'uscita dalla RCA Italiana. Nasce anche il primo fan club ufficiale MorandiMania Fan Club.
Nel 2004 Morandi pubblica un nuovo album, A chi si ama veramente, e torna in TV con lo spettacolo in prima serata su Canale 5 Stasera Gianni Morandi, una serata unica senza ospiti di richiamo, che raggiunge i 6 milioni di telespettatori e oltre il 28% di share. Comincia anche un lungo giro di concerti per le città italiane.
Il 28 settembre 2006 conduce su Rai 1 un programma musicale itinerante in sei puntate, dal titolo Non facciamoci prendere dal panico. Il 6 ottobre esce il nuovo album, Il tempo migliore, il 34º della sua carriera, sugli stessi livelli del lavoro precedente. L'8 novembre 2006 esce il suo libro-diario, Diario di un ragazzo italiano.
Il 19 ottobre 2007 esce una raccolta dal titolo Grazie a tutti che contiene 50 fra i brani più significativi della sua carriera con l'inedito Stringimi le mani, composto per lui da Pacifico e un duetto con Claudio Baglioni sulle note di Un mondo d'amore.
Il 25 febbraio 2008 apre il Festival di Sanremo cantando la canzone di Domenico Modugno Nel blu dipinto di blu. Il 13 settembre, durante la finalissima di Miss Italia 2008, presenta in anteprima assoluta il singolo inedito Un altro mondo, brano composto da Francesco Tricarico, contenuto nella raccolta dal titolo Ancora... grazie a tutti, pubblicata su 3 CD e contenente tre brani totalmente inediti per l'artista (Un altro mondo, Nel blu dipinto di blu, Che sarà) e la versione solista di Non ti dimenticherò, precedentemente pubblicata in duetto con Alexia.
Nell'aprile 2009 partecipa all'incisione del brano Domani 21/04.2009 di Mauro Pagani, i cui proventi sono stati devoluti alle popolazioni colpite dal terremoto dell'Aquila. L'8 maggio riceve a Lamezia Terme il Riccio d'Argento per il Miglior Live dell'Anno nella XXIII edizione della rassegna Fatti di Musica diretta da Ruggero Pegna. Il 15 maggio esce per la Sony il volume 1 del progetto di Alberto Zeppieri per il World Food Programme dell'ONU "Capo Verde, terra d'amore", duettando con Cesaria Evora nella canzone di apertura Crepuscolare solitudine, di Teofilo Chantre e Alberto Zeppieri. Il 28 agosto esce la sua nuova canzone Grazie a tutti che fa parte di un CD-DVD pubblicato il 25 settembre. Dall'8 novembre 2009 conduce un nuovo varietà intitolato Grazie a tutti (come l'album omonimo), in onda su Rai 1, affiancato da Alessandra Amoroso e dal comico Franco Neri. Nel 2009 ha cantato anche nel disco di Claudio Baglioni Q.P.G.A., nella canzone Il ricordo.

### Anni 2010
Domenica 6 giugno 2010 è ospite della prima edizione della serata di gala Arena di Verona, lo spettacolo sta per iniziare condotto da Antonella Clerici. Il cantante replica la sua partecipazione l'anno successivo per la seconda edizione dove si esibisce anche ne Il Canto degli Italiani. 
Conduce il Festival di Sanremo 2011, affiancato da Belén Rodríguez, Elisabetta Canalis e Luca e Paolo vinto da Roberto Vecchioni, con la canzone Chiamami ancora amore.

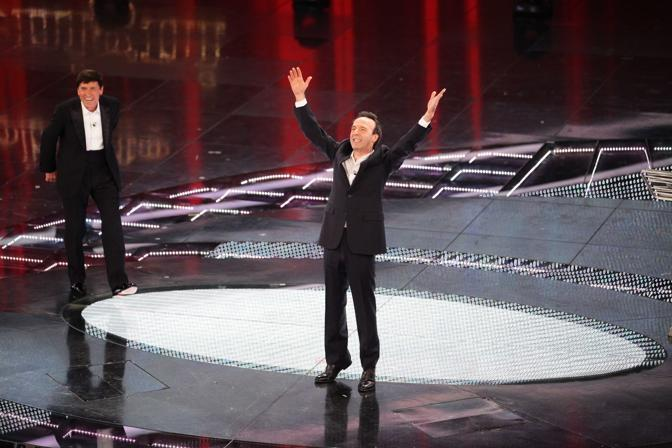
Morandi con Roberto Benigni, ospite al Festival di Sanremo 2011

Il 2 maggio 2011, insieme a Roberto Vecchioni, prende parte al programma televisivo musicale Due.
Nello stesso anno partecipa con Massimo Ranieri al programma televisivo Avevo un cuore che ti amava tanto trasmesso su Rai 1 in memoria di Mino Reitano, interpretando canzoni portate al successo dal cantante.

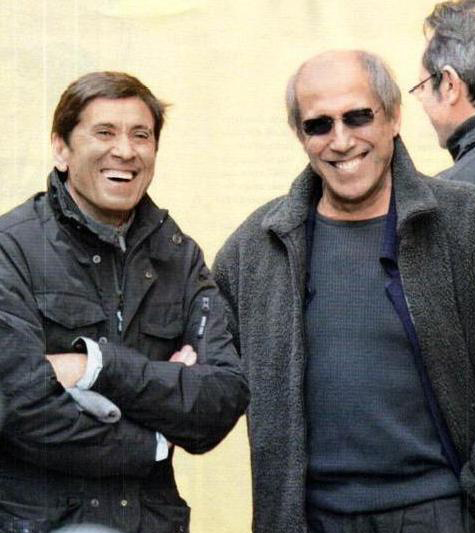
Morandi con Adriano Celentano a Sanremo nel 2012

Torna a Sanremo come conduttore nell'edizione del 2012 assieme a Rocco Papaleo e Ivana Mrázová. Nell'ultima puntata canta insieme ad Adriano Celentano la canzone Ti penso e cambia il mondo.
Il 25 giugno 2012 Morandi partecipa con i Nomadi, Francesco Guccini, Laura Pausini, Luciano Ligabue, Nek e i Modena City Ramblers al concerto Emilia live, a Bologna allo Stadio Renato Dall'Ara, per raccogliere fondi per aiutare le popolazioni colpite dal terremoto dell'Emilia. È l'unico ospite dell'evento musicale Rock Economy di Adriano Celentano dall'Arena di Verona su Canale 5. Il 4 marzo 2013 presenta, in diretta su Rai 1, una serata evento per i 70 anni di Lucio Dalla, mentre il 1º ottobre esce Bisogna vivere, il suo nuovo album di inediti che esordisce nella terza posizione della classifica FIMI. L'album contiene il singolo Solo insieme saremo felici, entrato in rotazione radiofonica il 19 luglio. Il 7 e l'8 ottobre 2013 tiene due concerti all'Arena di Verona trasmessi in diretta su Canale 5 con una media spettatori di 6 milioni. Si tratta del Gianni Morandi - Live in Arena che ha visto la partecipazione di Fiorello, Raffaella Carrà, Rita Pavone, Noemi, Riccardo Cocciante, Ennio Morricone, Cher, Amii Stewart, Bianca Atzei, Nina Zilli, Checco Zalone e il figlio Marco.
Il 10 giugno 2014 è uno dei super ospiti della serata-evento Lo spettacolo dello sport nella quale si sono celebrati i 100 anni del CONI. Nel corso della serata, condotta da Paolo Bonolis, il cantante si è esibito in Uno su mille e Solo insieme saremo felici e ha raccontato numerosi aneddoti sulla maratona. Il 30 ottobre conduce la quarta puntata di Zelig insieme a Geppi Cucciari che registra 3 757 000 telespettatori. Nonostante non sia il programma più visto della serata, la conduzione Morandi-Cucciari viene premiata dalla critica. Il 7 dicembre è ospite su Rai 1 a L'Arena, il programma curato e condotto da Massimo Giletti, con uno share del 21,89%. L'11 aprile 2015 ha duettato durante il primo serale di Amici di Maria De Filippi con la cantante Paola Marotta nel brano C'era un ragazzo che come me amava i Beatles e i Rolling Stones. Il 1º novembre 2015 è ospite a Che tempo che fa, insieme con la scrittrice Dacia Maraini per ricordare Pier Paolo Pasolini a 40 anni dalla sua morte.
Nel marzo 2015 annuncia su Facebook un progetto con il collega Claudio Baglioni chiamato Capitani coraggiosi, nome ispirato al romanzo di Rudyard Kipling. Il progetto riguarda una serie di dieci concerti al centrale del Foro Italico a Roma, che vede impegnati i cantautori nel settembre 2015. Il 15 giugno viene presentato il singolo in promozione all'iniziativa, Capitani coraggiosi, scritto da Baglioni. Il brano vede il duetto dei due cantanti, mentre il videoclip è girato principalmente a Norcia. L'operazione ha coinvolto diversi personaggi del mondo della musica, dello spettacolo, giornalisti e varie personalità (tra gli altri Roberto Vecchioni, Gigi D'Alessio, Silvio Muccino, Paolo Belli, Massimo Ghini, Laura Pausini e Max Pezzali), ed è stata promossa anche con l'omonimo show televisivo condotto da Baglioni e Morandi andato in onda il 29 giugno 2015 su Rai 1. Nel 2017 ha collaborato con Fabio Rovazzi alla canzone Volare, una delle canzoni più influenti dell'estate di tale anno.
Nel 2018 festeggia i suoi 60 anni di carriera al Gru Village di Grugliasco (TO) con un concerto.
Nel 2019, la sua canzone In ginocchio da te del 1964 ottiene una rinnovata popolarità poiché inserita in una delle scene principali del film sudcoreano Parasite, vincitore l'anno seguente di quattro premi Oscar, tra cui quello per il miglior film.

### Anni 2020

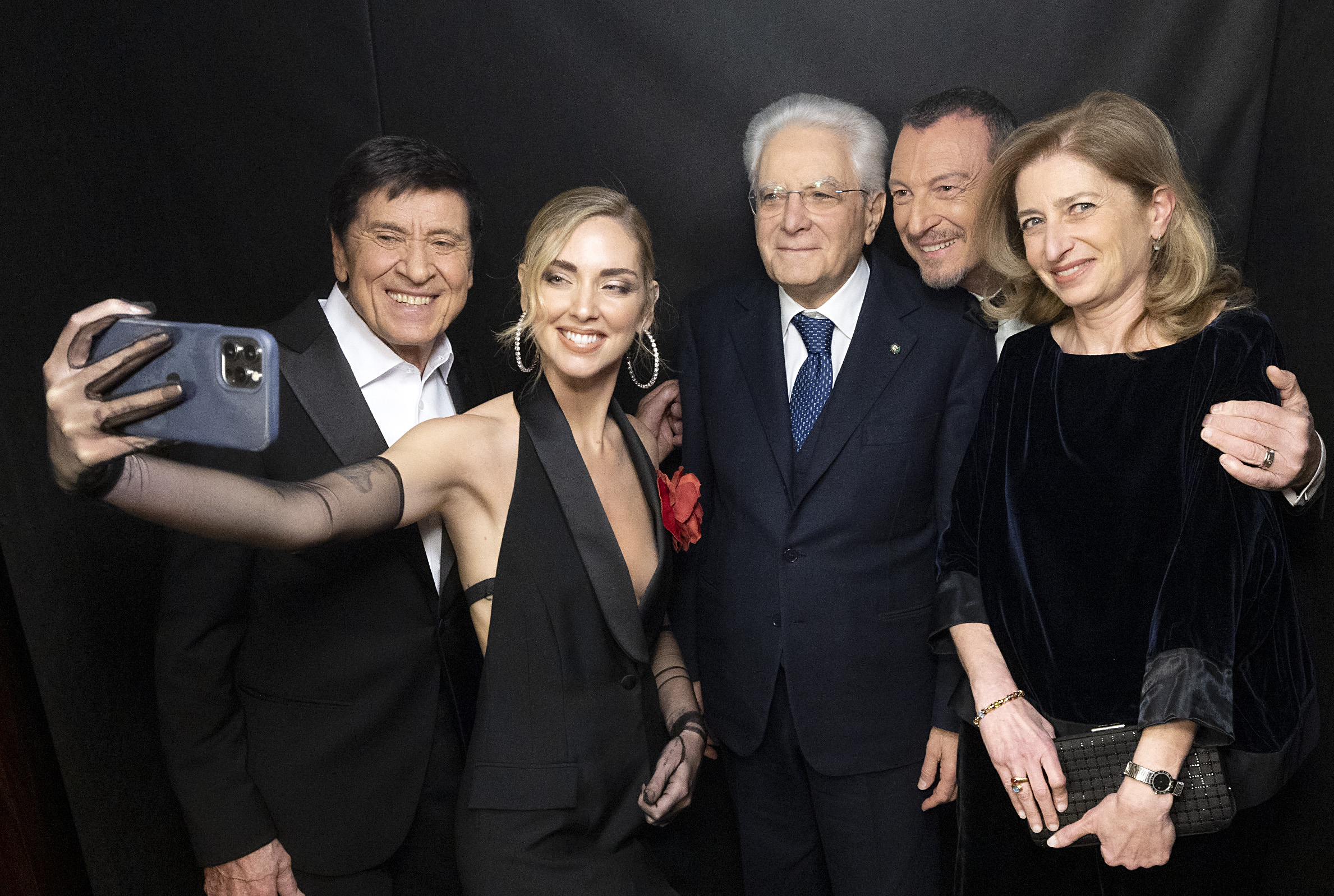
Gianni Morandi in posa per un selfie con Amadeus, Chiara Ferragni, il presidente Sergio Mattarella e sua figlia Laura, prima di Sanremo 2023

Nella primavera del 2020, Morandi è stato uno degli interpreti di Ma il cielo è sempre blu, singolo discografico commercializzato con lo scopo di raccogliere fondi per contrastare il COVID-19.
Il 9 giugno seguente ad Assisi conduce Con il cuore - Nel nome di Francesco insieme a Carlo Conti.
La sera di Capodanno conduce, insieme ad Amadeus e sempre su Rai 1, L’anno che verrà.
L'11 giugno 2021 esce il nuovo singolo, scritto da Jovanotti e dal titolo L'allegria. Esso gli permette di ritornare sulle scene dopo un brutto incidente nella sua casa di Monghidoro.
Nel 2022 partecipa per la settima volta al Festival di Sanremo, dopo 22 anni dall'ultima apparizione in veste di concorrente, presentando il brano Apri tutte le porte, scritto sempre da Jovanotti, con cui conquista il terzo posto nella classifica finale e si aggiudica anche il "premio Lucio Dalla" assegnato dalla sala stampa. Nella stessa edizione Morandi vince la serata delle cover con un medley cantato in coppia con lo stesso Jovanotti.
L'11 luglio 2022, durante l'edizione serale del TG1, Amadeus annuncia che Morandi sarà il co-conduttore del Festival di Sanremo 2023 per tutte le cinque serate. Qualche giorno dopo pubblica il singolo La ola, scritto anch'esso da Jovanotti. Nel corso di questa estate prende parte al Jova Beach Party, insieme a molti altri artisti della musica italiana.
Prende parte, in veste di ospite, anche alla terza serata del Festival di Sanremo 2024, condotto nuovamente da Amadeus.
Il 3 marzo 2023 esce il suo trentacinquesimo album, intitolato Evviva!. Dall’aprile del 2024 conduce su Rai 1 Evviva - La grande bellezza della tv, programma televisivo in onda in occasione dei 70 anni della televisione. Il 13 dicembre 2024 per i suoi ottant’anni pubblica l’album L'attrazione che include il nuovo singolo omonimo scritto da Jovanotti. Il 23 dicembre invece insieme a Stefano De Martino affianca Antonella Clerici alla conduzione dello show Cena di Natale su Rai 1.

## Vita privata

Morandi con i colleghi e concittadini Mingardi, Dalla e Carboni nella seconda metà degli anni ottanta mentre seguono una partita del, squadra di cui i quattro all'epoca composero l'inno; tifoso rossoblù, dal 2010 al 2014 il cantante ha svolto l'incarico di presidente onorario del club.

Morandi si è sposato due volte e ha avuto in tutto quattro figli. Dal matrimonio con l'attrice Laura Efrikian, avvenuto nel 1966, ha avuto i figli Serena (nata nel 1967 ma vissuta solo poche ore), Marianna, diventata attrice e che è stata a lungo compagna del cantautore Biagio Antonacci, e Marco, che ha seguito le orme del padre in ambito musicale. Efrikian e Morandi divorziarono nel 1979. Dal 1994 è legato sentimentalmente ad Anna Dan, con la quale si è sposato in seconde nozze il 10 novembre 2004 e dalla quale ha avuto il suo quarto figlio, Pietro, diventato musicista come il padre e il fratello maggiore, con il nome d'arte Tredici Pietro.
Appassionato podista, Morandi ha corso in dieci maratone, tra le quali quelle di New York (tre volte), Berlino, Londra, Parigi, Milano e Bologna, ed in 41 mezze maratone, tra il 1997 e il 2016.
Grande tifoso del Bologna, nel 1988 ha composto per la squadra, insieme ai colleghi e concittadini Luca Carboni, Lucio Dalla e Andrea Mingardi, l'inno Le Tue Ali Bologna. Nel 2010 ha preso parte alla cordata di imprenditori felsinei finalizzata all'acquisto e al salvataggio della società rossoblù (caduta in gravi difficoltà economiche sotto la gestione del presidente Sergio Porcedda), organizzata dal banchiere Giovanni Consorte e guidata dall'imprenditore Massimo Zanetti, proprietario dell'azienda di torrefazione del caffè Segafredo Zanetti; il 20 dicembre del medesimo anno, lo stesso Zanetti, diventato presidente del sodalizio, ha nominato Morandi presidente onorario, carica che il cantante ha ricoperto fino al 15 ottobre 2014, quando il club è stato acquisito della cordata guidata dallo statunitense Joe Tacopina.

## Riconoscimenti
- 1986 - Targa Tenco per la categoria interprete
- 1999 – Premio Regia Televisiva nella categoria Top Ten con C'era un ragazzo
- 2010 – Premio Lunezia per l'album Grazie a tutti
- 2010 – Premio Regia Televisiva nella categoria Top Ten con Grazie a tutti
- 2011 – Premio Regia Televisiva nella categoria Top Ten con Festival di Sanremo
- 2011 - Targa nella strada del Festival di Sanremo, in via Matteotti a Sanremo per il brano Si può dare di più
- 2014 – Premio Regia Televisiva nella categoria Evento tv dell'anno con Gianni Morandi - Live in Arena
- 2015 – Gli è stato dedicato un asteroide, 248970 Giannimorandi.[41]
- 2022 – TIM Music Awards premio TIM
- 2023 – Telegatto per la co-conduzione del Festival di Sanremo e per il 60º anniversario di Fatti mandare dalla mamma[42]

## Discografia
Il cantante di Monghidoro ha inciso per il mercato italiano 35 album in studio, 6 album live, 79 singoli commerciali e 57 promozionali. Sono state pubblicate inoltre 69 compilation.
Gianni Morandi ha ottenuto 22 ingressi in classifica con i suoi album (18 album in studio, un album live e tre raccolte). Di questi, 15 sono entrati nella top ten. Morandi ha inoltre 42 ingressi in classifica con i suoi singoli, di cui 33 nella top ten, dei quali 14 al primo posto. Ha inoltre stabilito un record nel biennio 1964/1966 avendo piazzato sei singoli consecutivi al primo posto in classifica.

## Filmografia

### Cinema
- Totò sexy, regia di Mario Amendola (1963)
- In ginocchio da te, regia di Ettore Maria Fizzarotti (1964)
- Altissima pressione, regia di Enzo Trapani (1965)
- Non son degno di te, regia di Ettore Maria Fizzarotti (1965)
- Se non avessi più te, regia di Ettore Maria Fizzarotti (1965)
- Mi vedrai tornare, regia di Ettore Maria Fizzarotti (1966)
- Per amore... per magia..., regia di Duccio Tessari (1967)
- Chimera, regia di Ettore Maria Fizzarotti (1968)
- Faccia da schiaffi, regia di Armando Crispino (1969)
- Le castagne sono buone, regia di Pietro Germi (1970)
- Il provinciale, regia di Luciano Salce (1971)
- La cosa buffa, regia di Aldo Lado (1972)
- Società a responsabilità molto limitata, regia di Paolo Bianchini (1973)
- Azzurri, regia di Eugenio Masciari (1985)
- Natale a casa Deejay, regia di Lorenzo Bassano (2004)
- Padroni di casa, regia di Edoardo Gabbriellini (2012)
- The Pills - Sempre meglio che lavorare, regia di Luca Vecchi (2016)
- Sono tornato, regia di Luca Miniero (2018)
- Io, noi e Gaber,[44] regia di Riccardo Milani – docufilm (2023) - se stesso

### Televisione
- Z2 operazione Circeo, regia di Alberto Cavallone – film TV (1966)
- Tutto Totò – serie TV, episodio Totò Ciak (1967) - se stesso
- Voglia di volare, regia di Pier Giuseppe Murgia – miniserie TV, 4 episodi (1984)
- Voglia di cantare, regia di Vittorio Sindoni – miniserie TV, 4 episodi (1985)
- La voglia di vincere, regia di Vittorio Sindoni – miniserie TV, 3 episodi (1987)
- Diventerò padre, regia di Gianfranco Albano – film TV (1988)
- In fuga per la vita, regia di Gianfranco Albano – miniserie TV, 3 episodi (1993)
- La voce del cuore, regia di Lodovico Gasparini – miniserie TV, 4 episodi (1995)
- La forza dell'amore, regia di Vincenzo Verdecchi – miniserie TV, 3 episodi (1998)
- Untraditional, regia di Gianluca Leuzzi – sitcom, episodio Un ricco spuntino (2016)
- L'isola di Pietro – serie TV, 18 episodi (2017-2019)
- Sanremo 2023: Tra palco e realtà, regia di Stefano Corsi e Leonardo Lo Frano – docufilm Rai (2023)
- Imma Tataranni - Sostituto procuratore - serie TV, episodio 3x01 (2023)

## Programmi televisivi
- Alta pressione (Secondo Programma, 1962)
- Il signore di mezza età (Programma Nazionale, 1963)
- Viva Morandi (ORTF, 1966)
- E sottolineo ye (Programma Nazionale, 1967)
- Dietro le quinte: Gianni Morandi e Patty Pravo (Programma Nazionale, 1967)
- Senza rete (Programma Nazionale, 1968)
- Stasera Gianni Morandi (Programma Nazionale, 1969)
- Canzonissima - Il giorno dopo (Programma Nazionale, 1970)
- Alle nove della sera (Secondo Programma, 1975)
- Rete tre (Rete 1, 1976)
- 10 Hertz (Rete 1, 1978-1979)
- Saint Vincent Estate (Rete 1, 1981)
- Movie Movie (Rete 1, 1981-1982)
- Tutti insieme (Rete 1, 1982)
- Mostra Internazionale di Musica Leggera (Rete 1, 1982)
- Buon anno '84 (Rete 1, Rete 2, Rete 3, 1983)
- Gianni Morandi: Questa è la storia (Italia 1, 1990)
- Sorrisi 40 anni vissuti insieme (Canale 5, 1991)
- Svalutation (Rai 3, 1992) – ospite fisso
- Le mie canzoni (Rai 2, 1996)
- C'era un ragazzo (Rai 1, 1999)
- Un disco per l'estate (Canale 5, 2000) – ospite fisso
- Uno di noi (Rai 1, 2002-2003)
- Stasera Gianni Morandi (Canale 5, 2004)
- La nostra storia - 25 anni con la Nazionale Italiana Cantanti (Rai 1, 2006)
- Non facciamoci prendere dal panico (Rai 1, 2006)
- Grazie a tutti (Rai 1, 2009)
- Festival di Sanremo (Rai 1, 2011-2012, 2023)
- Due (Rai 2, 2011)
- Rock Economy (Canale 5, 2012) – ospite fisso
- 4 marzo (Rai 1, 2013)
- The Voice of Italy (Rai 2, 2013) – special coach
- Gianni Morandi - Live in Arena (Canale 5, 2013)
- Zelig (Canale 5, 2014) – 4ª puntata
- Capitani coraggiosi (Rai 1, 2015)
- Morandi 7.1 (Deejay TV, 2015)
- Radio Capitani Coraggiosi (RTL 102.5 TV, 2016)
- Tutti pazzi per Morandi e Rovazzi (Nove, 2017)
- Amore d'autore (Canale 5, 2017)
- Io e Lucio - Dalla-Morandi solo 30 anni fa (Canale 5, 2018)
- Con il cuore - Nel nome di Francesco (Rai 1, 2020)
- L'anno che verrà (Rai 1, 2020-2021)
- Il Canto degli Italiani dall'Arena di Verona (Rai 1, 2022)
- Sanremo 2023 - Tra palco e realtà (Rai 1, 2023) – docufilm
- Evviva! - La grande bellezza della TV (Rai 1, 2024)
- Cena di Natale (Rai 1, 2024)

### Carosello
Gianni Morandi partecipò ad alcune serie della rubrica pubblicitaria televisiva Carosello:
- nel 1966, insieme a Mita Medici, Maurizio Bonuglia e Laura Antonelli pubblicizzò la Vespa 50 della Piaggio;[45]
- nel 1967 ancora la Vespa 50 ma solo con Maurizio Bonuglia;[46]
- nel 1974 pubblicizzò il Servizio di Garanzia Esso.[47]

## Tournée
- Cantare (1980)
- Morandi in teatro (1986)
- Dalla Morandi, con Lucio Dalla (1988)
- Morandi Morandi (1993/1994)
- Capitani Coraggiosi con Claudio Baglioni (2015)°
- Capitani Coraggiosi - Il Tour, con Claudio Baglioni (2016)
- Stasera gioco in casa - Una vita di canzoni (2020)
- Go Gianni Go! - Morandi nei Palasport (2023)

° Concerti tenuti solo allo Stadio Centrale del Tennis di Roma il 10/11/12/14/15/17/18/19/21/22 settembre 2015.

## Partecipazioni al Festival di Sanremo
- 1972 – 4º posto con Vado a lavorare
- 1980 – 4º posto con Mariù
- 1983 – 8º posto con La mia nemica amatissima
- 1987 – 1º posto con Si può dare di più insieme a Umberto Tozzi ed Enrico Ruggeri
- 1995 – 2º posto con In amore insieme a Barbara Cola
- 2000 – 3º posto con Innamorato
- 2022 – 3º posto con Apri tutte le porte